# بنقنارتي
بنقنارتي هي قرية صغيرة في السودان، تقع داخل تنقسي الجزيرة في منتصف الطريق بين الشلال الثالث والرابع للنيل. تقع على 10 كيلومتر (6.2 ميل) من دنقلا العجوز، عاصمة المقرة. كان القرية مركزًا مهمًا للحج المسيحي. توجد بقايا كنيسة كبيرة من القرون الوسطى بالقرب من القرية (18.166736،30.784785).
تم حفر الكنيسة الكبيرة في بنقنارتي من قبل فريق بولندي من علماء الآثار في عام 2001. هناك مبنيين للكنيسة، يعود تاريخهما على التوالي إلى القرن السابع والقرن الحادي عشر. المبنى مزين بجداريات عالية الجودة. تم العثور على واحدة من أقدم الصور في العالم لمريم العذراء في الكنيسة السفلى. الجدران غير المزخرفة مغطاة بنقوش باللغة اليونانية أو اللغة النوبية القديمة أو خليط من الاثنين. تذكر النقوش عدد قليل من الملوك النوبيين وغيرهم من الأشخاص المهمين، مثل الملكة الأم، مما يجعلها ذات أهمية تاريخية. يعود تاريخ النقوش الأخيرة إلى حوالي عام 1350، وبعد ذلك، يبدو أن الكنيسة هُجرت.

## معرض صور كنيسة بنقنارتي

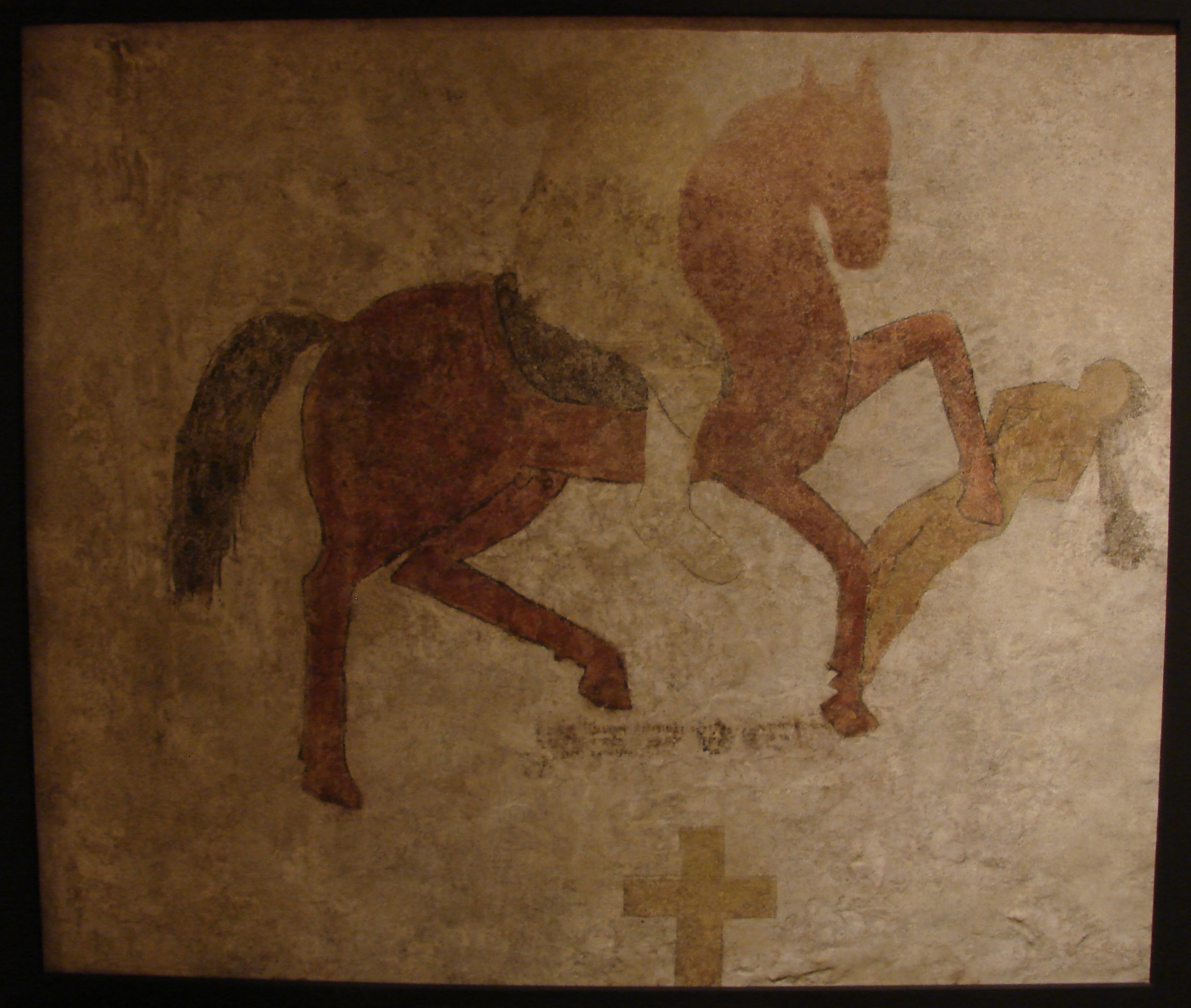
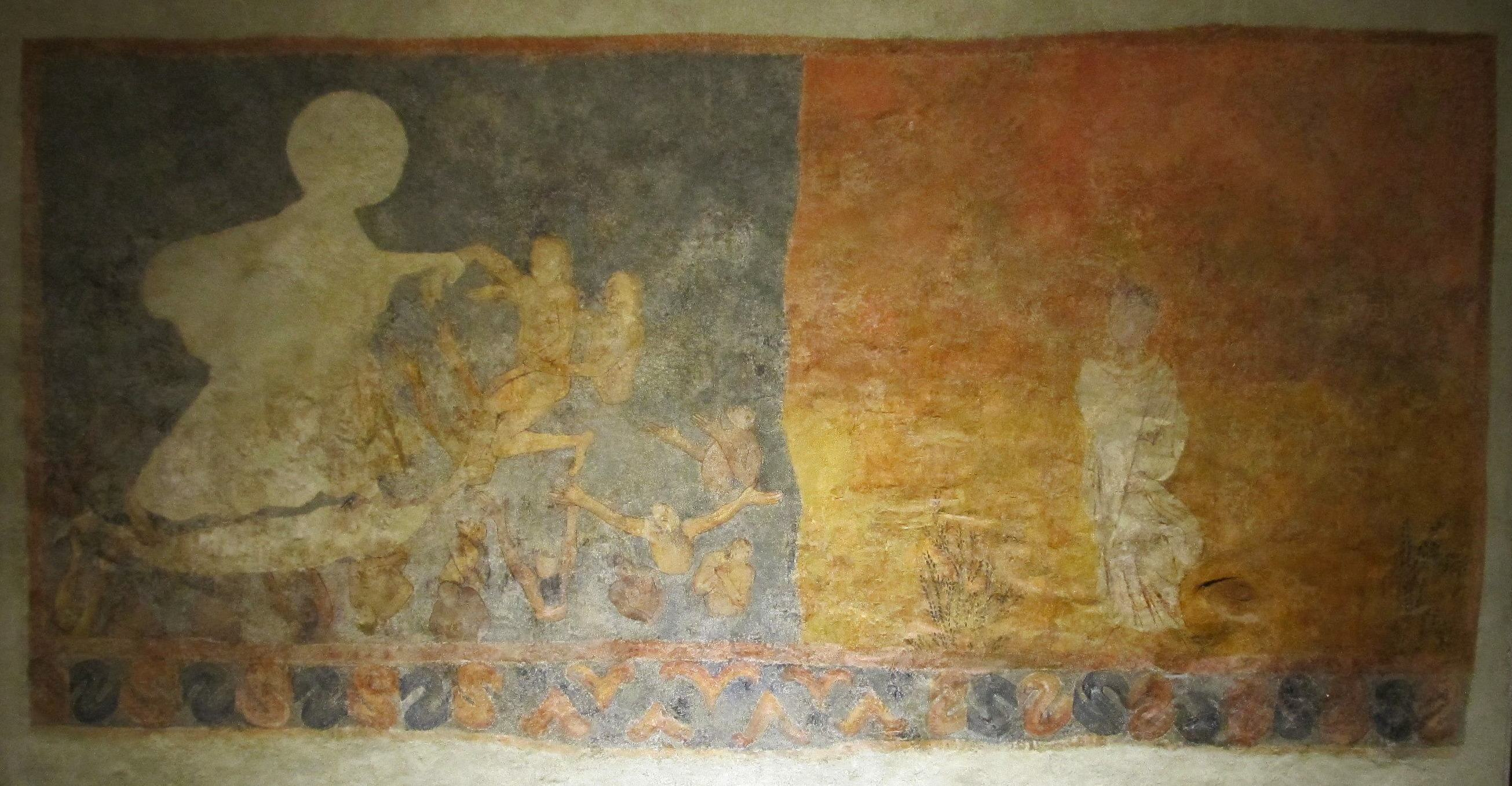
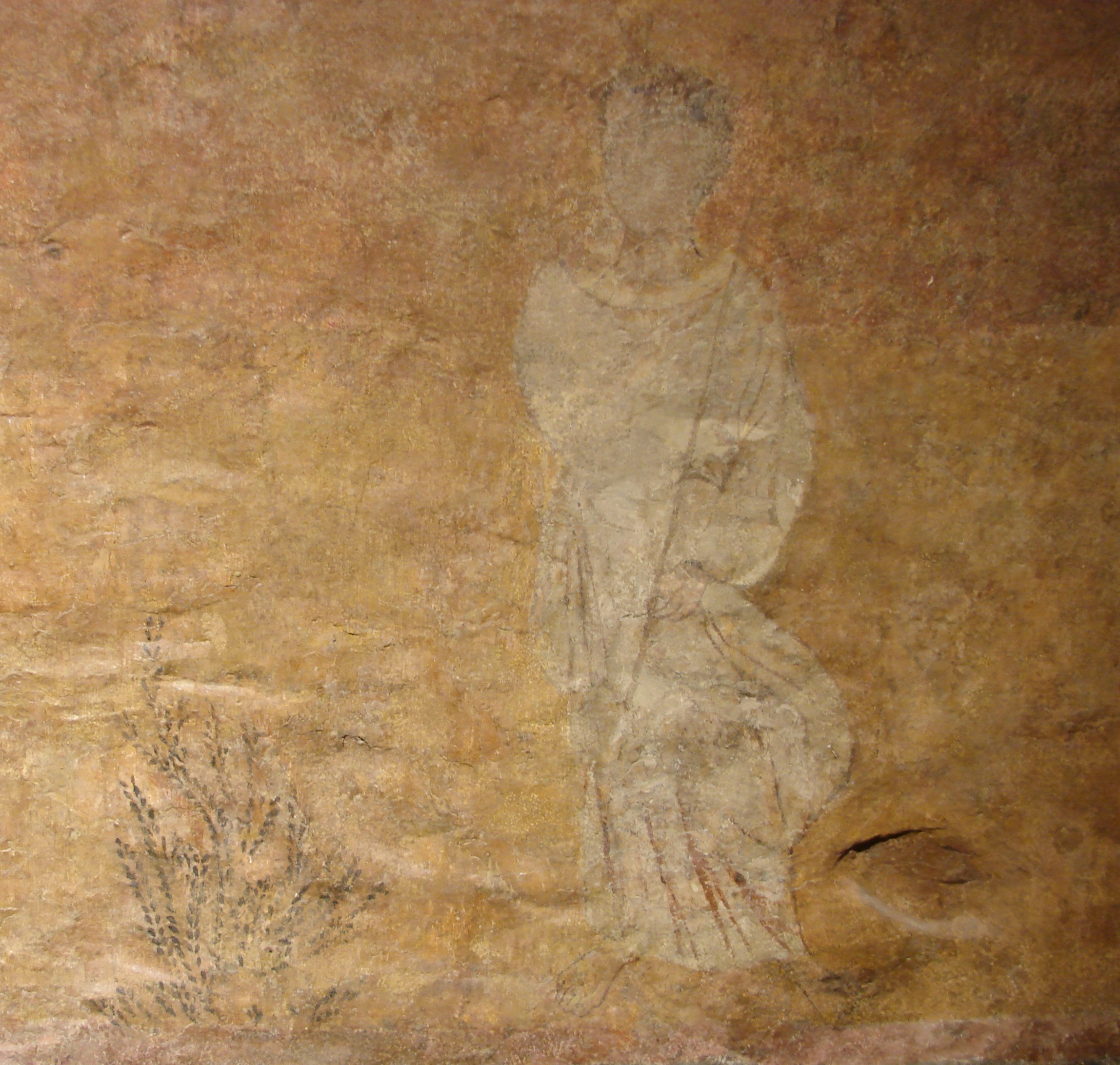